# Matt Amado
Matthew „Matt“ Amado (* 7. Mai 1983 in Langley, British Columbia) ist ein kanadisch-portugiesischer Eishockeyspieler, der seit 2011 bei den Brooklyn Aviators in der Federal Hockey League unter Vertrag steht.          

## Karriere
Matt Amado begann seine Karriere als Eishockeyspieler bei den Penticton Panthers, für die er in der Saison 2000/01 in der British Columbia Hockey League aktiv war. Anschließend besuchte der Angreifer von 2002 bis 2006 die University of Notre Dame und spielte für deren Mannschaft in der National Collegiate Athletic Association. In der Saison 2006/07 gab der Linksschütze sein Debüt im professionellen Eishockey, als er für die Chicago Hounds in der United Hockey League auflief. Die Sommerpause überbrückte er bei den Brisbane Blue Tongues in der Australian Ice Hockey League, für die er in 20 Spielen 62 Scorerpunkte, davon 39 Tore und 23 Vorlagen, erzielte. Damit war er der beste Torschütze der gesamten Liga. 
Zur Saison 2007/08 erhielt Amado einen Vertrag bei Radio X de Québec aus der Ligue Nord-Américaine de Hockey. Anschließend ging der Kanadier mit portugiesischem Pass erstmals nach Europa, wo er ein Jahr lang für den HC Amiens Somme in der französischen Ligue Magnus spielte. In 34 Spielen gelangen ihm 29 Tore und 23 Vorlagen, woraufhin er in das All-Star Team der Liga gewählt wurde. Die folgende Spielzeit begann er beim Mont-Blanc HC, verließ diesen jedoch bereits nach fünf Spielen und stand während der gesamten restlichen Spielzeit für den HC Neumarkt Wild Goose in der italienischen Serie A2 auf dem Eis. Zur Saison 2011 unterschrieb Amado einen Vertrag bei seinem mittlerweile unter dem Namen Gold Coast Blue Tongues spielenden Ex-Verein aus der AIHL. Zum zweiten Mal in seiner Laufbahn wurde er dabei bester Torschütze der Liga. 
Zur Saison 2011/12 wurde Amado von den Brooklyn Aviators aus der Federal Hockey League verpflichtet.

## Erfolge und Auszeichnungen
- 2007: Bester Torschütze der Australian Ice Hockey League
- 2009: Ligue Magnus All-Star Team
- 2011: Bester Torschütze der Australian Ice Hockey League

## Ligue Magnus-Statistik
(Stand: Ende der Saison 2010/11)